# Raya Paleue
Raya Paleue is een bestuurslaag in het regentschap Pidie van de provincie Atjeh, Indonesië. Raya Paleue telt 434 inwoners (volkstelling 2010).